# 小行星6653
小行星6653（6653 Feininger）是一颗绕太阳运转的小行星，为主小行星带小行星。该小行星于1991年12月10日发现。

## 轨道参数
小行星6653的轨道半长轴为2.9111769 UA，离心率为0.087。